# Ilse Ridder-Melchers
Ilse Ridder-Melchers (Zabrze, 28 septembre 1944) est une femme politique allemande. 